# ローカル番組
ローカル番組（ローカルばんぐみ）は、放送局が単独で制作して自社の放送区域に放送するだけの番組。ネット番組の対義語として用いられる。
歴史的には、テレビジョン放送においてローカル番組が占めた比重は大きかった。しかし、20世紀の遅い時期には、その比率は顕著に下落する傾向にあった。今日では、テレビ局が制作するローカルニュースや天気予報以外のローカル番組は皆無に近いという例も多い。

## 日本

### 日本放送協会
日本放送協会 (NHK) は、放送法の規定によって、全国への放送が義務づけられており、全国各地に放送局を設け、それらをNTT中継回線で結んで番組の全国中継を可能にしているが、他方ではローカル番組の制作も各地の放送局で行なっている。NHKのテレビジョン国内放送においては、東京都渋谷区にあるNHK放送センターの主調整室（Technical Operation Center, TOC）から送出されているネット番組に対して、各地の放送局で制作した番組をローカル番組と称しており、番組は、全国中継番組（全中）、ブロック（管区）中継番組（管中）と、ローカル番組の三者に分けられている。2010年代後半以降、祝日にローカル番組がブロック（管区）中継番組に移行する傾向が目立っている。

### 民間放送
日本においては、民間放送事業者は放送免許区域ごとに別個の事業者となっているため、ニュース系列（ニュースネットワーク）や番組供給ネットワークを組織して、ネット番組の制作や中継にあたっている。このような関係の中で番組制作の中心となり、制作した番組を他地域の放送局に供給する在京各局はキー局と称され、これに準じる在阪各局などは準キー局と称されており、特に排他協定のあるTBS系列局はプライムタイムのローカル放送枠まで決められるほどである。
民放のキー局や準キー局も、他社への供給を前提としない自社の放送区域に放送するだけの番組＝ローカル番組を持っているが、単に「ローカル番組」と言った場合、これら在京局や在阪局の制作する番組は含まれないと考える見方もあり、より狭義に「関東広域圏及び近畿広域圏以外の地上民放事業者が放送する番組」といった限定的な定義が用いられる場合もある。これに対し、在京局制作のローカル番組を「関東ローカル」、在阪局制作番組を「関西ローカル」等と呼ぶ向きもある。
地上デジタルテレビ放送の普及途上で、アナログ停波前であった2009年4月時点で、日本の民間放送局の自社制作比率は、北海道・中京広域圏(東海3県)・近畿広域圏(近畿2府4県)・福岡県などの大都市圏で高い傾向にある。準キー局で15％から35%、独立局の半数ほどが30%から45%、北海道の各局が15％から23％、他の地方民放局はおおむね5%から15%ほどの水準にあった。
ローカル番組は、制作した1放送局だけで放送されるのが典型だが、番組販売を通して複数の放送局で放送される地方民放局制作の番組もあり、北海道テレビ放送 (HTB) 制作の『水曜どうでしょう』関連の番組のように、全国の過半を占める地域で視聴可能であっても、番組開始の経緯からローカル番組として言及される例 や、TVerなどのインターネット動画配信サイトで全国で見逃し配信が視聴可能な番組もある。